# Umar ibn Ali
ʿUmar ibn ʿAlī (árabe: عُمَر بن عَلیّ), fue supuestamente uno de los hijos de Ali ibn Abi Talib que acompañó a su hermano, Husayn ibn Ali, a Kerbala y fue asesinado el día de Ashura. Se dice que además de él (que se llamaba Umar al-Asghar), Ali tenía otro hijo llamado Umar al-Akbar, cuya madre era Umm Habib Al-Sahba y no estuvo presente en el evento de Kerbala.

## Linaje
Algunas fuentes suníes han mencionado a Umar como Umar al-Akbar  cuya tecnonimia era Abu al-Qasim   o Abu Hafs. Alguna fuente histórica informó que el nombre de su madre era Al-Sahba (Umm Habib), hija de Rabi'a al-Taghlibi.  Algunos otros han mencionado su nombre como Layla bt. Mas'ud al-Darami. El erudito sunita al-Fakhr al-Razi mencionó que Umar era el hijo menor del Imam Ali. 

## En la batalla de Kerbala
Es reportado  que Umar lanzó gritos de guerra el día de Ashura y atacó al enemigo. Atacó a Zahr, el asesino de su hermano, y lo mató. El jurista sunita Akhtab Khwarazm informó de su martirio tras el de su hermano Abu Bakr. Se dice que primero se cayó su caballo y luego lo martirizaron. 